# Copa Sudamericana 2007
La Copa Sudamericana 2007, denominada por motivos comerciales Copa Nissan Sudamericana 2007, fue la sexta edición del torneo organizado por la Confederación Sudamericana de Fútbol, en la que participaron equipos de doce países: Argentina, Bolivia, Brasil, Chile, Colombia, Ecuador, Estados Unidos, México, Paraguay, Perú, Uruguay y Venezuela.
Arsenal, de Argentina, se consagró campeón al superar en la final a América de México gracias a los goles convertidos en condición de visitante, luego de que el marcador global tras ambos encuentros finalizara 4-4. Curiosamente, el cuadro argentino llegó al título sin haber ganado ningún partido como local, pero manteniéndose invicto en condición de visitante. El logro le dio el derecho de disputar la Recopa Sudamericana 2008 ante Boca Juniors, campeón de la Copa Libertadores 2007, y la novedosa Copa Suruga Bank 2008 ante Gamba Osaka de Japón, vencedor de la Copa J. League 2007. Además, clasificó a la primera fase de la Copa Sudamericana 2008. Fue su primer título oficial en la historia.

## Formato
El torneo se desarrolló plenamente bajo un formato de eliminación directa, donde cada equipo enfrentaba a su rival de turno en partidos de ida y vuelta. De los 34 participantes, solamente Pachuca —último campeón—, Boca Juniors, River Plate —invitados por Conmebol—, y los tres invitados de Concacaf iniciaron el torneo desde los octavos de final. Los restantes 28 debieron disputar las dos fases clasificatorias. De allí salieron los últimos 10 clasificados a las fases finales, compuestas por los octavos de final, los cuartos de final, las semifinales y la final, en la que se declaró al campeón. Como criterios de desempate en caso de igualdad de puntos y diferencia de goles al finalizar los dos encuentros de una llave, en cualquiera de las fases, se aplicaron la regla del gol de visitante y los tiros desde el punto penal.
|                              |                              | Equipos que entran en esta fase                                                                                 | Equipos que provienen de la fase anterior      |
| ---------------------------- | ---------------------------- | --- | ---------------------------------------------- |
| Fase preliminar (16 equipos) | Fase preliminar (16 equipos) | - 2 equipos de Bolivia, Chile, Colombia, Ecuador, Paraguay, Perú, Uruguay y Venezuela                           |                                                |
| Primera fase (20 equipos)    | Primera fase (20 equipos)    | - 8 equipos de Brasil - 4 equipos de Argentina                                                                  | - 8 equipos clasificados de la Fase preliminar |
| Fases finales (16 equipos)   | Fases finales (16 equipos)   | - 1 equipo, campeón de la Copa Sudamericana 2006 - 2 equipos de Argentina y México - 1 equipo de Estados Unidos | - 10 equipos clasificados de la Primera fase   |

## Distribución cupos
| País                            | Cupos | fases finales | Primera fase | Fase preliminar |
| ------------------------------- | ----- | ------------- | ------------ | --------------- |
| Brasil                          | 8     | –             | 8            | -               |
| Argentina                       | 6     | 2             | 4            | -               |
| Bolivia                         | 2     | –             | -            | 2               |
| Chile                           | 2     | –             | -            | 2               |
| Colombia                        | 2     | –             | -            | 2               |
| Ecuador                         | 2     | –             | -            | 2               |
| México                          | 2     | 2             | -            | -               |
| Paraguay                        | 2     | –             | -            | 2               |
| Perú                            | 2     | –             | -            | 2               |
| Uruguay                         | 2     | –             | -            | 2               |
| Venezuela                       | 2     | –             | -            | 2               |
| Estados Unidos                  | 1     | 1             | -            | -               |
| Fase anterior                   | –     | 10            | 10           | –               |
| Campeón de la Copa Sudamericana | 1     | 1             | -            | –               |
| Total                           | 34    | 16            | 20           | 20              |

## Equipos participantes
En cursiva los equipos debutantes en el torneo.
| País                                 | Equipo                                                                                      | Vía de clasificación |
| ------------------------------------ | ------------------------------------------------------------------------------------------- | --- |
| Argentina 6 cupos                    | Boca Juniors River Plate Estudiantes (LP) San Lorenzo Arsenal Lanús                         | Invitado Mejor equipo ubicado en la tabla de posiciones del Campeonato de Primera División 2006-07 2.º mejor equipo ubicado en la tabla de posiciones del Campeonato de Primera División 2006-07 3.º mejor equipo ubicado en la tabla de posiciones del Campeonato de Primera División 2006-07 4.º mejor equipo ubicado en la tabla de posiciones del Campeonato de Primera División 2006-07 |
| Bolivia 2 cupos                      | Jorge Wilstermann Real Potosí                                                               | Campeón del Segundo Torneo 2006 Subcampeón del Segundo Torneo 2006 |
| Brasil 8 cupos                       | São Paulo Vasco da Gama Figueirense Goiás Corinthians Cruzeiro Botafogo Atlético Paranaense | Campeón del Campeonato Brasileño de 2006 6.º puesto del Campeonato Brasileño de 2006 7.º puesto del Campeonato Brasileño de 2006 8.º puesto del Campeonato Brasileño de 2006 9.º puesto del Campeonato Brasileño de 2006 10.º puesto del Campeonato Brasileño de 2006 12.º puesto del Campeonato Brasileño de 2006 13.º puesto del Campeonato Brasileño de 2006                              |
| Chile 2 cupos                        | Colo-Colo Audax Italiano                                                                    | Ganador de la Liguilla Pre-Sudamericana 2007 Ganador de la Liguilla Pre-Sudamericana 2007 |
| Colombia 2 cupos                     | Atlético Nacional Millonarios                                                               | Mejor equipo ubicado en la Reclasificación 2006 no participante de la Copa Libertadores 2007 2.º mejor equipo ubicado en la Reclasificación 2006 no participante de la Copa Libertadores 2007 |
| Ecuador 2 cupos                      | El Nacional Olmedo                                                                          | Ganador de la segunda etapa del Campeonato Ecuatoriano de 2006 Ganador de la primera etapa del Campeonato Ecuatoriano de 2007 |
| Estados Unidos 1 invitado            | D.C. United                                                                                 | Ganador la MLS Supporters' Shield 2007 |
| México 2 invitados + campeón vigente | Pachuca Guadalajara América                                                                 | Campeón de la Copa Sudamericana 2006 Mejor equipo ubicado en la clasificación final del Torneo Clausura 2007 no participante de la Copa de Campeones de la Concacaf 2008 2.º mejor equipo ubicado en la clasificación final del Torneo Clausura 2007 no participante de la Copa de Campeones de la Concacaf 2008                                                                             |
| Paraguay 2 cupos                     | Libertad Tacuary                                                                            | Campeón del Campeonato Paraguayo de 2006 Ganador de la Liguilla Pre-Sudamericana 2006 |
| Perú 2 cupos                         | Coronel Bolognesi Universitario                                                             | Mejor equipo ubicado en la tabla acumulada del Campeonato Descentralizado 2006 no participante de la Copa Libertadores 2007 2.º mejor equipo ubicado en la tabla acumulada del Campeonato Descentralizado 2006 no participante de la Copa Libertadores 2007 |
| Uruguay 2 cupos                      | Danubio Defensor Sporting                                                                   | 3.º puesto de la Liguilla Pre-Libertadores y Pre-Sudamericana 2007 4.º puesto de la Liguilla Pre-Libertadores y Pre-Sudamericana 2007 |
| Venezuela 2 cupos                    | Zamora Carabobo                                                                             | Mejor equipo ubicado en la tabla acumulada de la Primera División Venezolana 2006-07 no participante de la Copa Libertadores 2008 2.º mejor equipo ubicado en la tabla acumulada de la Primera División Venezolana 2006-07 no participante de la Copa Libertadores 2008 |

### Distribución geográfica de los equipos
Distribución geográfica de las sedes de los equipos participantes:

## Fase preliminar
Los ocho países de América del Sur, excluyendo Argentina y Brasil, fueron separados en cuatro "grupos" o llaves, de acuerdo a sus respectivas ubicaciones geográficas: Bolivia y Chile, en el A; Ecuador y Venezuela, en el B; Colombia y Perú, en el C; Paraguay y Uruguay, en el D. El primer clasificado de cada país enfrentó al segundo del otro que integrara su misma zona. Los 8 ganadores avanzaron a la primera fase.
| Fechas                    | Local en la ida   | Global       | Local en la vuelta | Ida | Vuelta | Llave      |
| ------------------------- | ----------------- | ------------ | ------------------ | --- | ------ | ---------- |
| 31 de julio y 7 de agosto | Audax Italiano    | 3:1          | Jorge Wilstermann  | 2:0 | 1:1    | Ganador A1 |
| 2 y 9 de agosto           | Real Potosí       | 2:4          | Colo-Colo          | 1:1 | 1:3    | Ganador A2 |
| 1 y 21 de agosto          | Olmedo            | 3:1          | Zamora             | 1:0 | 2:1    | Ganador B1 |
| 16 y 28 de agosto         | Carabobo          | 0:5          | El Nacional        | 0:1 | 0:4    | Ganador B2 |
| 2 y 23 de agosto          | Millonarios       | 1:1 (5:4 p.) | Coronel Bolognesi  | 0:1 | 1:0    | Ganador C1 |
| 9 y 30 de agosto          | Universitario     | 0:2          | Atlético Nacional  | 0:1 | 0:1    | Ganador C2 |
| 7 y 21 de agosto          | Defensor Sporting | 4:3          | Libertad           | 2:1 | 2:2    | Ganador D1 |
| 1 y 15 de agosto          | Tacuary           | 2:2 (4:1 p.) | Danubio            | 1:1 | 1:1    | Ganador D2 |

## Primera fase
Los 8 ganadores de la fase preliminar fueron emparejados en cuatro nuevas llaves, enfrentándose entre sí los dos ganadores de cada "grupo". Asimismo, con los últimos cuatro clasificados de Argentina por un lado y los ocho clasificados de Brasil por otro se establecieron los seis cruces restantes. Los 10 ganadores avanzaron a los octavos de final.
| Fechas                          | Local en la ida     | Global | Local en la vuelta | Ida | Vuelta | Llave             |
| ------------------------------- | ------------------- | ------ | ------------------ | --- | ------ | ----------------- |
| 14 de agosto y 6 de septiembre  | Arsenal             | 4:1    | San Lorenzo        | 1:1 | 3:0    | Argentina I       |
| 8 de agosto y 5 de septiembre   | Lanús               | 3:2    | Estudiantes (LP)   | 2:0 | 1:2    | Argentina IV      |
| 15 de agosto y 12 de septiembre | Atlético Paranaense | 2:6    | Vasco da Gama      | 2:4 | 0:2    | Brasil I          |
| 15 y 23 de agosto               | Figueirense         | 3:3    | São Paulo (v.)     | 2:2 | 1:1    | Brasil II         |
| 22 de agosto y 12 de septiembre | Botafogo            | 5:2    | Corinthians        | 3:1 | 2:1    | Brasil III        |
| 16 y 22 de agosto               | Goiás               | 2:1    | Cruzeiro           | 2:0 | 0:1    | Brasil IV         |
| 4 y 11 de septiembre            | El Nacional         | 3:0    | Olmedo             | 2:0 | 1:0    | Octavofinalista 2 |
| 28 de agosto y 4 de septiembre  | (v.) Colo-Colo      | 1:1    | Audax Italiano     | 0:0 | 1:1    | Octavofinalista 3 |
| 5 y 13 de septiembre            | Atlético Nacional   | 2:3    | Millonarios        | 2:3 | 0:0    | Octavofinalista 6 |
| 30 de agosto y 13 de septiembre | Tacuary             | 1:4    | Defensor Sporting  | 1:1 | 0:3    | Octavofinalista 7 |

## Fases finales
Las fases finales estuvieron compuestas por cuatro etapas: octavos de final, cuartos de final, semifinales y final. A los 10 ganadores de la primera fase se les sumaron Pachuca —último campeón—, Boca Juniors, River Plate, —invitados de Argentina—, América, Guadalajara —invitados de México— y D.C. United —invitado de Estados Unidos—. A los fines de establecer las llaves de los octavos de final, se tuvo en cuenta la denominación que se le asignó a cada equipo; en el caso de los cuadros que clasificaron desde la primera fase, dicha denominación fue determinada por el nombre del cruce que ganaron en aquella instancia. De esa manera, el Octavofinalista 1 enfrentó al Octavofinalista 8, el 2 al 7, el 3 al 6, y el 4 al 5; mientras que los clasificados de Argentina y Brasil se enfrentaron, respectivamente, el I de un país ante el IV del otro, el II ante el III, el III ante el II, y el IV ante el I. En caso de que dos equipos de un mismo país alcanzaran la ronda de semifinales, se debía alterar, de ser necesario, el orden de las llaves para que ambos se enfrentaran en la mencionada instancia, a fin de evitar que puedan cruzarse en la final.
| Equipo       | Clasificado como  |
| ------------ | ----------------- |
| River Plate  | Argentina II      |
| Boca Juniors | Argentina III     |
| Guadalajara  | Octavofinalista 1 |
| América      | Octavofinalista 4 |
| Pachuca      | Octavofinalista 5 |
| D.C. United  | Octavofinalista 8 |

| Equipo            | Clasificado como  |
| ----------------- | ----------------- |
| Arsenal           | Argentina I       |
| Lanús             | Argentina IV      |
| Vasco da Gama     | Brasil I          |
| São Paulo         | Brasil II         |
| Botafogo          | Brasil III        |
| Goiás             | Brasil IV         |
| El Nacional       | Octavofinalista 2 |
| Colo-Colo         | Octavofinalista 3 |
| Millonarios       | Octavofinalista 6 |
| Defensor Sporting | Octavofinalista 7 |

### Cuadro de desarrollo
|  | Octavos de final                 | Octavos de final                 | Octavos de final                 | Octavos de final                 | Octavos de final                 |   |                 | Cuartos de final    | Cuartos de final    | Cuartos de final    | Cuartos de final    | Cuartos de final    |  |             | Semifinales          | Semifinales          | Semifinales          | Semifinales          | Semifinales          |  |             | Final                            | Final                            | Final                            | Final                            | Final                            |  |
|  | 19 de septiembre al 4 de octubre | 19 de septiembre al 4 de octubre | 19 de septiembre al 4 de octubre | 19 de septiembre al 4 de octubre | 19 de septiembre al 4 de octubre |   |                 | 10 al 30 de octubre | 10 al 30 de octubre | 10 al 30 de octubre | 10 al 30 de octubre | 10 al 30 de octubre |  |             | 8 al 14 de noviembre | 8 al 14 de noviembre | 8 al 14 de noviembre | 8 al 14 de noviembre | 8 al 14 de noviembre |  |             | 30 de noviembre y 5 de diciembre | 30 de noviembre y 5 de diciembre | 30 de noviembre y 5 de diciembre | 30 de noviembre y 5 de diciembre | 30 de noviembre y 5 de diciembre |  |
|  |                                  |                                  |                                  |                                  |                                  |   |                 |                     |                     |                     |                     |                     |  |             |                      |                      |                      |                      |                      |  |             |                                  |                                  |                                  |                                  |                                  |  |
|  |                                  |                                  |                                  |                                  |                                  |   |                 |                     |                     |                     |                     |                     |  |             |                      |                      |                      |                      |                      |  |             |                                  |                                  |                                  |                                  |                                  |  |
|  | A II                             | River Plate                      | 0                                | 4                                | 4                                |   |                 |                     |                     |                     |                     |                     |  |             |                      |                      |                      |                      |                      |  |             |                                  |                                  |                                  |                                  |                                  |  |
|  | A II                             | River Plate                      | 0                                | 4                                | 4                                |   |                 |                     |                     |                     |                     |                     |  |             |                      |                      |                      |                      |                      |  |             |                                  |                                  |                                  |                                  |                                  |  |
|  | B III                            | Botafogo                         | 1                                | 2                                | 3                                |   |                 |                     |                     |                     |                     |                     |  |             |                      |                      |                      |                      |                      |  |             |                                  |                                  |                                  |                                  |                                  |  |
|  | B III                            | Botafogo                         | 1                                | 2                                | 3                                |   | River Plate (v) | River Plate (v)     | 2                   | 0                   | 2                   |                     |  |             |                      |                      |                      |                      |                      |  |             |                                  |                                  |                                  |                                  |                                  |  |
|  |                                  |                                  |                                  |                                  |                                  |   | River Plate (v) | River Plate (v)     | 2                   | 0                   | 2                   |                     |  |             |                      |                      |                      |                      |                      |  |             |                                  |                                  |                                  |                                  |                                  |  |
|  |                                  |                                  | Defensor Sporting                | Defensor Sporting                | 2                                | 0 | 2               |                     |                     |                     |                     |                     |  |             |                      |                      |                      |                      |                      |  |             |                                  |                                  |                                  |                                  |                                  |  |
|  | O2                               | El Nacional                      | Defensor Sporting                | Defensor Sporting                | 2                                | 0 | 2               | 0                   | 2                   | 2                   |                     |                     |  |             |                      |                      |                      |                      |                      |  |             |                                  |                                  |                                  |                                  |                                  |  |
|  | O2                               | El Nacional                      |                                  |                                  |                                  |   |                 |                     |                     | 2                   |                     |                     |  |             |                      |                      |                      |                      |                      |  |             |                                  |                                  |                                  |                                  |                                  |  |
|  | O7                               | Defensor Sporting                | 3                                | 0                                | 3                                |   |                 |                     |                     |                     |                     |                     |  |             |                      |                      |                      |                      |                      |  |             |                                  |                                  |                                  |                                  |                                  |  |
|  | O7                               | Defensor Sporting                | 3                                | 0                                | 3                                |   |                 |                     |                     |                     |                     |                     |  | River Plate | River Plate          | 0                    | 0                    | 0 (2)                |                      |  |             |                                  |                                  |                                  |                                  |                                  |  |
|  |                                  |                                  |                                  |                                  |                                  |   |                 |                     |                     |                     |                     |                     |  | River Plate | River Plate          | 0                    | 0                    | 0 (2)                |                      |  |             |                                  |                                  |                                  |                                  |                                  |  |
|  |                                  |                                  | Arsenal (p)                      | Arsenal (p)                      | 0                                | 0 | 0 (4)           |                     |                     |                     |                     |                     |  |             |                      |                      |                      |                      |                      |  |             |                                  |                                  |                                  |                                  |                                  |  |
|  | O1                               | Guadalajara (v)                  | Arsenal (p)                      | Arsenal (p)                      | 0                                | 0 | 0 (4)           | 1                   | 1                   | 2                   |                     |                     |  |             |                      |                      |                      |                      |                      |  |             |                                  |                                  |                                  |                                  |                                  |  |
|  | O1                               | Guadalajara (v)                  |                                  |                                  |                                  |   |                 |                     |                     | 2                   |                     |                     |  |             |                      |                      |                      |                      |                      |  |             |                                  |                                  |                                  |                                  |                                  |  |
|  | O8                               | D.C. United                      | 2                                | 0                                | 2                                |   |                 |                     |                     |                     |                     |                     |  |             |                      |                      |                      |                      |                      |  |             |                                  |                                  |                                  |                                  |                                  |  |
|  | O8                               | D.C. United                      | 2                                | 0                                | 2                                |   | Guadalajara     | Guadalajara         | 0                   | 1                   | 1                   |                     |  |             |                      |                      |                      |                      |                      |  |             |                                  |                                  |                                  |                                  |                                  |  |
|  |                                  |                                  |                                  |                                  |                                  |   | Guadalajara     | Guadalajara         | 0                   | 1                   | 1                   |                     |  |             |                      |                      |                      |                      |                      |  |             |                                  |                                  |                                  |                                  |                                  |  |
|  |                                  |                                  | Arsenal                          | Arsenal                          | 0                                | 3 | 3               |                     |                     |                     |                     |                     |  |             |                      |                      |                      |                      |                      |  |             |                                  |                                  |                                  |                                  |                                  |  |
|  | A I                              | Arsenal                          | Arsenal                          | Arsenal                          | 0                                | 3 | 3               | 3                   | 1                   | 4                   |                     |                     |  |             |                      |                      |                      |                      |                      |  |             |                                  |                                  |                                  |                                  |                                  |  |
|  | A I                              | Arsenal                          |                                  |                                  |                                  |   |                 |                     |                     | 4                   |                     |                     |  |             |                      |                      |                      |                      |                      |  |             |                                  |                                  |                                  |                                  |                                  |  |
|  | B IV                             | Goiás                            | 2                                | 1                                | 3                                |   |                 |                     |                     |                     |                     |                     |  |             |                      |                      |                      |                      |                      |  |             |                                  |                                  |                                  |                                  |                                  |  |
|  | B IV                             | Goiás                            | 2                                | 1                                | 3                                |   |                 |                     |                     |                     |                     |                     |  |             |                      |                      |                      |                      |                      |  | Arsenal (v) | Arsenal (v)                      | 3                                | 1                                | 4                                |                                  |  |
|  |                                  |                                  |                                  |                                  |                                  |   |                 |                     |                     |                     |                     |                     |  |             |                      |                      |                      |                      |                      |  | Arsenal (v) | Arsenal (v)                      | 3                                | 1                                | 4                                |                                  |  |
|  |                                  |                                  | América                          | América                          | 2                                | 2 | 4               |                     |                     |                     |                     |                     |  |             |                      |                      |                      |                      |                      |  |             |                                  |                                  |                                  |                                  |                                  |  |
|  | B I                              | Vasco da Gama                    | América                          | América                          | 2                                | 2 | 4               | 0                   | 3                   | 3                   |                     |                     |  |             |                      |                      |                      |                      |                      |  |             |                                  |                                  |                                  |                                  |                                  |  |
|  | B I                              | Vasco da Gama                    |                                  |                                  |                                  |   |                 |                     |                     | 3                   |                     |                     |  |             |                      |                      |                      |                      |                      |  |             |                                  |                                  |                                  |                                  |                                  |  |
|  | A IV                             | Lanús                            | 2                                | 0                                | 2                                |   |                 |                     |                     |                     |                     |                     |  |             |                      |                      |                      |                      |                      |  |             |                                  |                                  |                                  |                                  |                                  |  |
|  | A IV                             | Lanús                            | 2                                | 0                                | 2                                |   | Vasco da Gama   | Vasco da Gama       | 0                   | 1                   | 1                   |                     |  |             |                      |                      |                      |                      |                      |  |             |                                  |                                  |                                  |                                  |                                  |  |
|  |                                  |                                  |                                  |                                  |                                  |   | Vasco da Gama   | Vasco da Gama       | 0                   | 1                   | 1                   |                     |  |             |                      |                      |                      |                      |                      |  |             |                                  |                                  |                                  |                                  |                                  |  |
|  |                                  |                                  | América                          | América                          | 2                                | 0 | 2               |                     |                     |                     |                     |                     |  |             |                      |                      |                      |                      |                      |  |             |                                  |                                  |                                  |                                  |                                  |  |
|  | O4                               | América                          | América                          | América                          | 2                                | 0 | 2               | 4                   | 0                   | 4                   |                     |                     |  |             |                      |                      |                      |                      |                      |  |             |                                  |                                  |                                  |                                  |                                  |  |
|  | O4                               | América                          |                                  |                                  |                                  |   |                 |                     |                     | 4                   |                     |                     |  |             |                      |                      |                      |                      |                      |  |             |                                  |                                  |                                  |                                  |                                  |  |
|  | O5                               | Pachuca                          | 1                                | 2                                | 3                                |   |                 |                     |                     |                     |                     |                     |  |             |                      |                      |                      |                      |                      |  |             |                                  |                                  |                                  |                                  |                                  |  |
|  | O5                               | Pachuca                          | 1                                | 2                                | 3                                |   |                 |                     |                     |                     |                     |                     |  | América     | América              | 3                    | 2                    | 5                    |                      |  |             |                                  |                                  |                                  |                                  |                                  |  |
|  |                                  |                                  |                                  |                                  |                                  |   |                 |                     |                     |                     |                     |                     |  | América     | América              | 3                    | 2                    | 5                    |                      |  |             |                                  |                                  |                                  |                                  |                                  |  |
|  |                                  |                                  | Millonarios                      | Millonarios                      | 2                                | 0 | 2               |                     |                     |                     |                     |                     |  |             |                      |                      |                      |                      |                      |  |             |                                  |                                  |                                  |                                  |                                  |  |
|  | O3                               | Colo-Colo                        | Millonarios                      | Millonarios                      | 2                                | 0 | 2               | 1                   | 1                   | 2 (6)               |                     |                     |  |             |                      |                      |                      |                      |                      |  |             |                                  |                                  |                                  |                                  |                                  |  |
|  | O3                               | Colo-Colo                        |                                  |                                  |                                  |   |                 |                     |                     | 2 (6)               |                     |                     |  |             |                      |                      |                      |                      |                      |  |             |                                  |                                  |                                  |                                  |                                  |  |
|  | O6                               | Millonarios (p)                  | 1                                | 1                                | 2 (7)                            |   |                 |                     |                     |                     |                     |                     |  |             |                      |                      |                      |                      |                      |  |             |                                  |                                  |                                  |                                  |                                  |  |
|  | O6                               | Millonarios (p)                  | 1                                | 1                                | 2 (7)                            |   | Millonarios     | Millonarios         | 1                   | 2                   | 3                   |                     |  |             |                      |                      |                      |                      |                      |  |             |                                  |                                  |                                  |                                  |                                  |  |
|  |                                  |                                  |                                  |                                  |                                  |   | Millonarios     | Millonarios         | 1                   | 2                   | 3                   |                     |  |             |                      |                      |                      |                      |                      |  |             |                                  |                                  |                                  |                                  |                                  |  |
|  |                                  |                                  | São Paulo                        | São Paulo                        | 0                                | 0 | 0               |                     |                     |                     |                     |                     |  |             |                      |                      |                      |                      |                      |  |             |                                  |                                  |                                  |                                  |                                  |  |
|  | B II                             | São Paulo (v)                    | São Paulo                        | São Paulo                        | 0                                | 0 | 0               | 1                   | 1                   | 2                   |                     |                     |  |             |                      |                      |                      |                      |                      |  |             |                                  |                                  |                                  |                                  |                                  |  |
|  | B II                             | São Paulo (v)                    |                                  |                                  |                                  |   |                 |                     |                     | 2                   |                     |                     |  |             |                      |                      |                      |                      |                      |  |             |                                  |                                  |                                  |                                  |                                  |  |
|  | A III                            | Boca Juniors                     | 2                                | 0                                | 2                                |   |                 |                     |                     |                     |                     |                     |  |             |                      |                      |                      |                      |                      |  |             |                                  |                                  |                                  |                                  |                                  |  |
|  | A III                            | Boca Juniors                     | 2                                | 0                                | 2                                |   |                 |                     |                     |                     |                     |                     |  |             |                      |                      |                      |                      |                      |  |             |                                  |                                  |                                  |                                  |                                  |  |
|  |                                  |                                  |                                  |                                  |                                  |   |                 |                     |                     |                     |                     |                     |  |             |                      |                      |                      |                      |                      |  |             |                                  |                                  |                                  |                                  |                                  |  |

- Nota: En cada llave, el equipo que ocupa la primera línea es el que definió la serie como local.
- Nota 2: El Reglamento de la competición, en su artículo 5.12, establece: A la final no podrán arribar dos equipos de una misma asociación nacional. Por lo tanto, si dos clubes de una misma asociación accedieren a semifinales, estos deberán enfrentarse entre sí en dicha instancia. Al haber arribado dos equipos argentinos a semifinales —Arsenal y River Plate—, el cuadro debió alterarse de manera tal que ambos equipos tuvieron que enfrentarse en dicha instancia, definiendo al local del primer partido mediante un sorteo. Los otros dos cuadros semifinalistas —América y Millonarios— se cruzaron en la otra llave, y el orden de sus localías fue acordada entre ambos clubes y Conmebol.
- Nota 3: El Reglamento de la competición, en su artículo 5.13, establece: El torneo finalizará, indefectiblemente, en terreno sudamericano. En consecuencia, América debió disputar su primer partido en la final en condición de local.

### Octavos de final
| 19 de septiembre de 2007 | Lanús                     | 2:0 (1:0) | Vasco da Gama | Estadio Ciudad de Lanús, Lanús |                            |
|                          | Pelletieri 32' · Sand 77' |           |               | Árbitro(s): Carlos Chandía     | Árbitro(s): Carlos Chandía |

| 26 de septiembre de 2007 | Vasco da Gama                      | 3:0 (1:0) | Lanús | Estadio São Januário, Río de Janeiro |                             |
|                          | Amaral 30', 89' · Wagner Diniz 75' |           |       | Árbitro(s): Jorge Larrionda          | Árbitro(s): Jorge Larrionda |

| 25 de septiembre de 2007 | Pachuca     | 1:4 (1:1) | América                                  | Estadio Hidalgo, Pachuca            |                                     |
|                          | Giménez 40' |           | Insúa 35' · Cabañas 47' · López 57', 58' | Árbitro(s): Marco Antonio Rodríguez | Árbitro(s): Marco Antonio Rodríguez |

| 3 de octubre de 2007 | América | 0:2 (0:0) | Pachuca                   | Estadio Azteca, Ciudad de México |                           |
|                      |         |           | Álvarez 57' · Giménez 59' | Árbitro(s): Manuel Glower        | Árbitro(s): Manuel Glower |

| 26 de septiembre de 2007 | D.C. United           | 2:1 (1:0) | Guadalajara | Estadio Robert F. Kennedy, Washington |                             |
|                          | Olsen 23' · Simms 54' |           | Santana 60' | Árbitro(s): Héctor Baldassi           | Árbitro(s): Héctor Baldassi |

| 2 de octubre de 2007 | Guadalajara | 1:0 (0:0) | D.C. United | Estadio Jalisco, Guadalajara |                         |
|                      | Morales 65' |           |             | Árbitro(s): Samuel Haro      | Árbitro(s): Samuel Haro |

| 19 de septiembre de 2007 | Goiás          | 2:3 (1:1) | Arsenal                                     | Estadio Serra Dourada, Goiânia |                             |
|                          | Baier 25', 76' |           | Damonte 16' · Casteglione 78' · Garnier 79' | Árbitro(s): Carlos Amarilla    | Árbitro(s): Carlos Amarilla |

| 26 de septiembre de 2007 | Arsenal   | 1:1 (1:1) | Goiás         | Estadio Julio Humberto Grondona, Sarandí |                          |
|                          | Gómez 36' |           | Harison 45+1' | Árbitro(s): Rubén Selmán                 | Árbitro(s): Rubén Selmán |

| 25 de septiembre de 2007 | Millonarios   | 1:1 (0:1) | Colo-Colo | Estadio El Campín, Bogotá |                           |
|                          | Ciciliano 66' |           | Rubio 30' | Árbitro(s): Víctor Rivera | Árbitro(s): Víctor Rivera |

| 4 de octubre de 2007 | Colo-Colo                                                          | 1:1 (1:1) (6:7 p.)         | Millonarios                                                              | Estadio Monumental, Santiago |                             |
|                      | Biscayzacú 41'                                                     |                            | Mosquera 37'                                                             | Árbitro(s): Héctor Baldassi  | Árbitro(s): Héctor Baldassi |
|                      |                                                                    | Tiros desde el punto penal |                                                                          |                              |                             |
|                      | Cereceda · Biscayzacú · Millar · Mena · Fierro · Bieler · Sanhueza |                            | Ciciliano · Bedoya · Martínez · Villagra · Quintero · Mosquera · Estrada |                              |                             |

| 19 de septiembre de 2007 | Boca Juniors     | 2:1 (1:0) | São Paulo  | Estadio La Bombonera, Buenos Aires |                             |
|                          | Palermo 26', 83' |           | Borges 89' | Árbitro(s): Jorge Larrionda        | Árbitro(s): Jorge Larrionda |

| 26 de septiembre de 2007 | São Paulo   | 1:0 (0:0) | Boca Juniors | Estadio Morumbi, São Paulo |                            |
|                          | Aloísio 53' |           |              | Árbitro(s): Carlos Chandía | Árbitro(s): Carlos Chandía |

| 19 de septiembre de 2007 | Botafogo    | 1:0 (1:0) | River Plate | Estadio João Havelange, Río de Janeiro |                        |
|                          | Joílson 44' |           |             | Árbitro(s): Óscar Ruiz                 | Árbitro(s): Óscar Ruiz |

| 27 de septiembre de 2007 | River Plate                       | 4:2 (1:1) | Botafogo                    | Estadio Monumental, Buenos Aires |                             |
|                          | Falcao 31', 74', 90+2' · Ríos 80' |           | Lúcio Flávio 11' · Dodô 65' | Árbitro(s): Carlos Amarilla      | Árbitro(s): Carlos Amarilla |

| 20 de septiembre de 2007 | Defensor Sporting                       | 3:0 (1:0) | El Nacional | Estadio Centenario, Montevideo |                        |
|                          | De Souza 14', 90' (pen.) · González 64' |           |             | Árbitro(s): Pablo Pozo         | Árbitro(s): Pablo Pozo |

| 4 de octubre de 2007 | El Nacional      | 2:0 (2:0) | Defensor Sporting | Estadio Olímpico Atahualpa, Quito |                           |
|                      | Ordóñez 15', 27' |           |                   | Árbitro(s): Víctor Rivera         | Árbitro(s): Víctor Rivera |

### Cuartos de final
| 10 de octubre de 2007 | América                | 2:0 (0:0) | Vasco da Gama | Estadio Azteca, Ciudad de México |                            |
|                       | Davino 51' · López 77' |           |               | Árbitro(s): Martín Vázquez       | Árbitro(s): Martín Vázquez |

| 24 de octubre de 2007 | Vasco da Gama | 1:0 (1:0) | América | Estadio São Januário, Río de Janeiro |                             |
|                       | Amaral 10'    |           |         | Árbitro(s): Carlos Amarilla          | Árbitro(s): Carlos Amarilla |

| 10 de octubre de 2007 | Arsenal | 0:0 | Guadalajara | Estadio Julio Humberto Grondona, Sarandí |  |
|                       |         |     |             | Árbitro(s): Ricardo Grance               |  |

| 25 de octubre de 2007 | Guadalajara | 1:3 (1:2) | Arsenal                              | Estadio Jalisco, Guadalajara |                        |
|                       | Santana 16' |           | Yacuzzi 2' 27' · Raymonda 78' (pen.) | Árbitro(s): Óscar Ruiz       | Árbitro(s): Óscar Ruiz |

| 10 de octubre de 2007 | São Paulo | 0:1 (0:0) | Millonarios | Estadio Morumbi, São Paulo  |                             |
|                       |           |           | Zapata 84'  | Árbitro(s): Sergio Pezzotta | Árbitro(s): Sergio Pezzotta |

| 24 de octubre de 2007 | Millonarios        | 2:0 (0:0) | São Paulo | Estadio El Campín, Bogotá  |                            |
|                       | Ciciliano 76', 85' |           |           | Árbitro(s): Martín Vázquez | Árbitro(s): Martín Vázquez |

| 25 de octubre de 2007 | Defensor Sporting            | 2:2 (1:2) | River Plate                   | Estadio Centenario, Montevideo |                             |
|                       | Gaglianone 14' · Valenti 84' |           | Ortega 5' (pen.) · Falcao 30' | Árbitro(s): Sálvio Fagundes    | Árbitro(s): Sálvio Fagundes |

| 30 de octubre de 2007 | River Plate | 0:0 | Defensor Sporting | Estadio Monumental, Buenos Aires |  |
|                       |             |     |                   | Árbitro(s): Ricardo Grance       |  |

### Semifinales
| 8 de noviembre de 2007 | Arsenal | 0:0 | River Plate | Estadio Julio Humberto Grondona, Sarandí |  |
|                        |         |     |             | Árbitro(s): Sergio Pezzotta              |  |

| 14 de noviembre de 2007 | River Plate                         | 0:0 (2:4 p.)               | Arsenal                                              | Estadio Monumental, Buenos Aires |  |
|                         |                                     |                            |                                                      | Árbitro(s): Héctor Baldassi      |  |
|                         |                                     | Tiros desde el punto penal |                                                      |                                  |  |
|                         | Belluschi · Zárate · Ferrari · Lima |                            | Calderón · Andrizzi · Yacuzzi · Casteglione · Cuenca |                                  |  |

| 7 de noviembre de 2007 | Millonarios              | 2:3 (0:2) | América                      | Estadio El Campín, Bogotá  |                            |
|                        | Bedoya 61' · Estrada 67' |           | Villa 24' · Cabañas 37', 85' | Árbitro(s): Ricardo Grance | Árbitro(s): Ricardo Grance |

| 13 de noviembre de 2007 | América       | 2:0 (1:0) | Millonarios | Estadio Nemesio Díez, Toluca |                          |
|                         | López 6', 78' |           |             | Árbitro(s): Rubén Selmán     | Árbitro(s): Rubén Selmán |

### Final

#### Ida
| 30 de noviembre de 2007 | América                   | 2:3 (1:1) | Arsenal                       | Estadio Azteca, Ciudad de México                           |                                                            |
|                         | Cabañas 6' · Argüello 55' |           | Matellán 32' · Gómez 57', 66' | Asistencia: 63 455 espectadores Árbitro(s): Ricardo Grance | Asistencia: 63 455 espectadores Árbitro(s): Ricardo Grance |

| 1          | POR        | Guillermo Ochoa      |     |
| 3          | DEF        | José Castro          |     |
| 4          | DEF        | Óscar Rojas          |     |
| 5          | DEF        | Duilio Davino        |     |
| 16         | DEF        | Ricardo Rojas        |     |
| 20         | MED        | Alejandro Argüello   |     |
| 23         | MED        | Juan Carlos Silva    | 71' |
| 18         | MED        | Germán Villa         | 85' |
| 8          | MED        | Federico Insúa       |     |
| 17         | DEL        | Hernán Rodrigo López |     |
| 9          | DEL        | Salvador Cabañas     |     |
| Entrenador | Entrenador | Daniel Brailovsky    |     |

| 1          | POR        | Mario Cuenca       |     |
| 14         | DEF        | Javier Gandolfi    |     |
| 21         | DEF        | Jossimar Mosquera  |     |
| 16         | DEF        | Aníbal Matellán    |     |
| 18         | DEF        | Cristian Díaz      |     |
| 25         | MED        | Diego Villar       | 74' |
| 5          | MED        | Andrés San Martín  |     |
| 13         | MED        | Carlos Casteglione |     |
| 24         | MED        | Javier Yacuzzi     |     |
| 15         | DEL        | Alejandro Gómez    | 82' |
| 7          | DEL        | José Luis Calderón | 86' |
| Entrenador | Entrenador | Gustavo Alfaro     |     |

| 13 | MED | Juan Carlos Mosqueda | 71' |
| 21 | DEL | Enrique Esqueda      | 85' |

| 17 | MED | Pablo Garnier    | 74' |
| 8  | MED | Israel Damonte   | 82' |
| 20 | MED | Leonardo Biagini | 86' |

| Anotado | 6'  | Salvador Cabañas   | 1:0 |
| Anotado | 55' | Alejandro Argüello | 2:1 |

| Anotado | 32' | Aníbal Matellán | 1:1 |
| Anotado | 57' | Alejandro Gómez | 2:2 |
| Anotado | 66' | Alejandro Gómez | 2:3 |

| Amonestado | 32' | José Castro  |
| Amonestado | 42' | Germán Villa |

| Amonestado | 54' | Josimar Mosquera |
| Amonestado | 76' | Javier Gandolfi  |
| Amonestado | 90' | Mario Cuenca     |

|  |  |  |

| Expulsado | 80' | Carlos Casteglione |

| Árbitro             | Ricardo Grance |
| Árbitros asistentes | Manuel Bernal  |
| Árbitros asistentes | Tiburcio Gauto |
| Cuarto árbitro      | Antonio Arias  |

| 1          | POR        | Guillermo Ochoa      |     |
| 3          | DEF        | José Castro          |     |
| 4          | DEF        | Óscar Rojas          |     |
| 5          | DEF        | Duilio Davino        |     |
| 16         | DEF        | Ricardo Rojas        |     |
| 20         | MED        | Alejandro Argüello   |     |
| 23         | MED        | Juan Carlos Silva    | 71' |
| 18         | MED        | Germán Villa         | 85' |
| 8          | MED        | Federico Insúa       |     |
| 17         | DEL        | Hernán Rodrigo López |     |
| 9          | DEL        | Salvador Cabañas     |     |
| Entrenador | Entrenador | Daniel Brailovsky    |     |

| 1          | POR        | Mario Cuenca       |     |
| 14         | DEF        | Javier Gandolfi    |     |
| 21         | DEF        | Jossimar Mosquera  |     |
| 16         | DEF        | Aníbal Matellán    |     |
| 18         | DEF        | Cristian Díaz      |     |
| 25         | MED        | Diego Villar       | 74' |
| 5          | MED        | Andrés San Martín  |     |
| 13         | MED        | Carlos Casteglione |     |
| 24         | MED        | Javier Yacuzzi     |     |
| 15         | DEL        | Alejandro Gómez    | 82' |
| 7          | DEL        | José Luis Calderón | 86' |
| Entrenador | Entrenador | Gustavo Alfaro     |     |

| 13 | MED | Juan Carlos Mosqueda | 71' |
| 21 | DEL | Enrique Esqueda      | 85' |

| 17 | MED | Pablo Garnier    | 74' |
| 8  | MED | Israel Damonte   | 82' |
| 20 | MED | Leonardo Biagini | 86' |

| Anotado | 6'  | Salvador Cabañas   | 1:0 |
| Anotado | 55' | Alejandro Argüello | 2:1 |

| Anotado | 32' | Aníbal Matellán | 1:1 |
| Anotado | 57' | Alejandro Gómez | 2:2 |
| Anotado | 66' | Alejandro Gómez | 2:3 |

| Amonestado | 32' | José Castro  |
| Amonestado | 42' | Germán Villa |

| Amonestado | 54' | Josimar Mosquera |
| Amonestado | 76' | Javier Gandolfi  |
| Amonestado | 90' | Mario Cuenca     |

|  |  |  |

| Expulsado | 80' | Carlos Casteglione |

| Árbitro             | Ricardo Grance |
| Árbitros asistentes | Manuel Bernal  |
| Árbitros asistentes | Tiburcio Gauto |
| Cuarto árbitro      | Antonio Arias  |

#### Vuelta
| 5 de diciembre de 2007 | Arsenal      | 1:2 (0:1) | América                     | Estadio El Cilindro, Avellaneda |                        |
|                        | Andrizzi 83' |           | Díaz 18' (a.g.) · Silva 62' | Árbitro(s): Óscar Ruiz          | Árbitro(s): Óscar Ruiz |

| 1          | POR        | Mario Cuenca       |     |
| 14         | DEF        | Javier Gandolfi    |     |
| 21         | DEF        | Jossimar Mosquera  |     |
| 16         | DEF        | Aníbal Matellán    |     |
| 18         | DEF        | Cristian Díaz      |     |
| 25         | MED        | Diego Villar       | 69' |
| 5          | MED        | Andrés San Martín  |     |
| 8          | MED        | Israel Damonte     | 86' |
| 24         | MED        | Javier Yacuzzi     | 65' |
| 15         | DEL        | Alejandro Gómez    |     |
| 7          | DEL        | José Luis Calderón |     |
| Entrenador | Entrenador | Gustavo Alfaro     |     |

| 1          | POR        | Guillermo Ochoa      |     |
| 3          | DEF        | José Castro          |     |
| 4          | DEF        | Óscar Rojas          | 86' |
| 5          | DEF        | Duilio Davino        |     |
| 16         | DEF        | Ricardo Rojas        |     |
| 20         | MED        | Alejandro Argüello   |     |
| 23         | MED        | Juan Carlos Silva    |     |
| 18         | MED        | Germán Villa         |     |
| 8          | MED        | Federico Insúa       |     |
| 17         | DEL        | Hernán Rodrigo López | 76' |
| 9          | DEL        | Salvador Cabañas     |     |
| Entrenador | Entrenador | Daniel Brailovsky    |     |

| 20 | DEL | Leonardo Biagini  | 65' |
| 11 | MED | Martín Andrizzi   | 69' |
| 10 | MED | Santiago Raymonda | 86' |

| 2 | DEF | Ismael Rodríguez | 76' |
| 7 | DEL | Lucas Castromán  | 86' |

| Anotado | 83' | Martín Andrizzi | 1:2 |

| Anotado · Autogol | 18' | Cristian Díaz     | 0:1 |
| Anotado           | 62' | Juan Carlos Silva | 0:2 |

| Amonestado | 58' | Diego Villar      |
| Amonestado | 60' | Javier Yacuzzi    |
| Amonestado | 78' | Andrés San Martín |

| Amonestado | 21' | Hernán Rodrigo López |
| Amonestado | 28' | Duilio Davino        |
| Amonestado | 36' | Germán Villa         |
| Amonestado | 58' | Óscar Rojas          |
| Amonestado | 63' | Juan Carlos Silva    |

|  |  |  |

| Expulsado | 90' | Duilio Davino   |
| Expulsado | 90' | Lucas Castromán |

| Árbitro             | Óscar Ruiz       |
| Árbitros asistentes | Abraham González |
| Árbitros asistentes | José Buitrago    |
| Cuarto árbitro      | Eduardo Díaz     |

| 1          | POR        | Mario Cuenca       |     |
| 14         | DEF        | Javier Gandolfi    |     |
| 21         | DEF        | Jossimar Mosquera  |     |
| 16         | DEF        | Aníbal Matellán    |     |
| 18         | DEF        | Cristian Díaz      |     |
| 25         | MED        | Diego Villar       | 69' |
| 5          | MED        | Andrés San Martín  |     |
| 8          | MED        | Israel Damonte     | 86' |
| 24         | MED        | Javier Yacuzzi     | 65' |
| 15         | DEL        | Alejandro Gómez    |     |
| 7          | DEL        | José Luis Calderón |     |
| Entrenador | Entrenador | Gustavo Alfaro     |     |

| 1          | POR        | Guillermo Ochoa      |     |
| 3          | DEF        | José Castro          |     |
| 4          | DEF        | Óscar Rojas          | 86' |
| 5          | DEF        | Duilio Davino        |     |
| 16         | DEF        | Ricardo Rojas        |     |
| 20         | MED        | Alejandro Argüello   |     |
| 23         | MED        | Juan Carlos Silva    |     |
| 18         | MED        | Germán Villa         |     |
| 8          | MED        | Federico Insúa       |     |
| 17         | DEL        | Hernán Rodrigo López | 76' |
| 9          | DEL        | Salvador Cabañas     |     |
| Entrenador | Entrenador | Daniel Brailovsky    |     |

| 20 | DEL | Leonardo Biagini  | 65' |
| 11 | MED | Martín Andrizzi   | 69' |
| 10 | MED | Santiago Raymonda | 86' |

| 2 | DEF | Ismael Rodríguez | 76' |
| 7 | DEL | Lucas Castromán  | 86' |

| Anotado | 83' | Martín Andrizzi | 1:2 |

| Anotado · Autogol | 18' | Cristian Díaz     | 0:1 |
| Anotado           | 62' | Juan Carlos Silva | 0:2 |

| Amonestado | 58' | Diego Villar      |
| Amonestado | 60' | Javier Yacuzzi    |
| Amonestado | 78' | Andrés San Martín |

| Amonestado | 21' | Hernán Rodrigo López |
| Amonestado | 28' | Duilio Davino        |
| Amonestado | 36' | Germán Villa         |
| Amonestado | 58' | Óscar Rojas          |
| Amonestado | 63' | Juan Carlos Silva    |

|  |  |  |

| Expulsado | 90' | Duilio Davino   |
| Expulsado | 90' | Lucas Castromán |

| Árbitro             | Óscar Ruiz       |
| Árbitros asistentes | Abraham González |
| Árbitros asistentes | José Buitrago    |
| Cuarto árbitro      | Eduardo Díaz     |

|                             |
| Bandera de Argentina        |
| Campeón Arsenal 1.er título |

## Estadísticas

### Goleadores
| Jugador               | Club              | Goles |
| --------------------- | ----------------- | ----- |
| Ricardo Ciciliano     | Millonarios       | 6     |
| Hernán Rodrigo López  | América           | 5     |
| Ebelio Ordóñez        | El Nacional       | 5     |
| Salvador Cabañas      | América           | 4     |
| Carlos María Morales  | Defensor Sporting | 4     |
| Diego de Souza        | Defensor Sporting | 4     |
| Paulo Baier           | Goiás             | 4     |
| Radamel Falcao García | River Plate       | 4     |